# Église San Filippo Neri alla Pineta Sacchetti
Pour les articles homonymes, voir San Filippo Neri.
L'église San Filippo Neri à la Pineta Sacchetti est un lieu de culte catholique de Rome, situé dans le district de Primavalle, via Martino V.

## Histoire
Elle a été construite entre 1934 et 1937 sur le projet de l'architecte Tullio Rossi et inaugurée le 29 mai 1937.
L'église fait office d'église paroissiale, la paroisse étant érigée le 10 mai 1934 par le décret du cardinal-vicaire Francesco Marchetti-Selvaggiani Quo melius. Elle a été confiée d'abord aux prêtres de la congrégation de Pauvres serviteurs de la Divine Providence, puis les Religieux de Saint Vincent de Paul, et, enfin, en 1977, au clergé du diocèse de Rome.
Elle a reçu la visite du pape  Jean-Paul II, le 27 novembre 1983.

## Architecture
Le périmètre de l'église est bordé d'une balustrade sur laquelle sont écrits des extraits du Nouveau Testament. Le bâtiment, qui fait écho aux formes de l'art roman, a une façade précédée par un grand porche en brique; dans la partie supérieure de la façade se trouve une grande fenêtre circulaire avec un vitrail. L'église est flanquée d'un clocher et d'un petit cloître. Le portail d'entrée, de 1989, est en bronze.
L'intérieur a trois nefs, divisées par des pilastres de brique, avec un plafond voûté en béton armé. L'abside, profonde, abrite le maître-autel en marbre polychrome, et un grand crucifix en bois peint dans le style gothique. Sur la gauche se trouve la chapelle du saint-Sacrement.  